# Piero D'Inzeo
Piero D'Inzeo (Roma, 4 de marzo de 1923-Roma, 13 de febrero de 2014) fue un jinete italiano que compitió en la modalidad de salto ecuestre. Fue hermano del también jinete Raimondo D'Inzeo.
Participó en ocho Juegos Olímpicos de Verano entre los años 1948 y 1976, obteniendo un total de seis medallas: plata y bronce en Estocolmo 1956, plata y bronce en Roma 1960, bronce en Tokio 1964 y bronce en Múnich 1972. Ganó cuatro medallas en el Campeonato Europeo de Saltos Ecuestres entre los años 1958 y 1962.

## Palmarés internacional
| Juegos Olímpicos   | Juegos Olímpicos      | Juegos Olímpicos  | Juegos Olímpicos |
| Año                | Lugar                 | Medalla           | Categoría        |
| ------------------ | --------------------- | ----------------- | ---------------- |
| 1956               | Estocolmo (Suecia)    | Medalla de plata  | Por equipos      |
| 1956               | Estocolmo (Suecia)    | Medalla de bronce | Individual       |
| 1960               | Roma (Italia)         | Medalla de plata  | Individual       |
| 1960               | Roma (Italia)         | Medalla de bronce | Por equipos      |
| 1964               | Tokio (Japón)         | Medalla de bronce | Por equipos      |
| 1972               | Múnich (RFA)          | Medalla de bronce | Por equipos      |
| Campeonato Europeo |                       |                   |                  |
| Año                | Lugar                 | Medalla           | Categoría        |
| 1958               | Aquisgrán (RFA)       | Medalla de plata  | Individual       |
| 1959               | París (Francia)       | Medalla de oro    | Individual       |
| 1961               | Aquisgrán (RFA)       | Medalla de plata  | Individual       |
| 1962               | Londres (Reino Unido) | Medalla de bronce | Individual       |